# Podvrško
Podvrško je naseljeno mjesto u Republici Hrvatskoj u općini Cernik u Brodsko-posavskoj županiji.

## O naselju
U Podvrškom se nalazi katolička crkva Svetog Šimuna, a kirvaj je 28. listopada.

## Zemljopis
Podvrško se nalazi na Psunju sjeverno od Cernika, susjedna naselja su Opatovac na jugu i Golobrdac na sjeveru.

## Stanovništvo
Prema popisu stanovništva iz 2011. godine Podvrško je imalo 294 stanovnika. 
| broj stanovnika | 574   | 651   | 621   | 710   | 742   | 775   | 703   | 705   | 666   | 682   | 652   | 511   | 461   | 402   | 357   | 294   | 230   |
|                 | 1857. | 1869. | 1880. | 1890. | 1900. | 1910. | 1921. | 1931. | 1948. | 1953. | 1961. | 1971. | 1981. | 1991. | 2001. | 2011. | 2021. |